# ナカシマプロペラ
ナカシマプロペラ株式会社（英: Nakashima Propeller Co.,Ltd）は、日本の船舶用推進機器メーカー。岡山県岡山市東区に本社を置き、船舶用プロペラでは世界トップのシェアをもつ。海上自衛隊で運用している推進器の製造元でもある。
近年では人工関節など医療機器分野へ事業を広げ、売上の約一割を占めている。
1992年より競艇用プロペラにも参入し、当時はヤマト発動機とシェアを二分していた。しかしプロペラ素材の確保が困難になりつつあったことなどから、2013年8月に撤退の意向を日本モーターボート競走会他に伝達し、同年10月をもって正式に撤退した。

## 沿革
- 1926年（大正15年）- 中島善一が岡山市下石井で中島鋳造所を創業し、漁船用プロペラの製造開始。
- 1938年（昭和13年）- 合名会社中島鋳造所として法人組織化。
- 1948年（昭和23年）- 中島鋳工業株式会社を設立。
- 1967年（昭和42年）- ナカシマプロペラ株式会社に社名変更。
- 1981年（昭和56年）- 機器設計部門を分社化し、ナカシマエンジニアリング株式会社を設立。
- 1985年（昭和60年）- システム事業部を分社し、株式会社システムズナカシマを設立。
- 1993年（平成5年）- 株式会社内田洋行との共同出資で、事務用機器の販売会社・株式会社ナックを設立。
- 1994年（平成6年）- メディカル事業部発足。
- 2007年（平成19年）- ベトナム・ハイフォン市にNAKASHIMA VIETNAM CO.,LTD. の工場が完成し、操業を開始。
- 2008年（平成20年）- ナカシマホールディングスを核としてグループを再編。メディカル事業部を分社化して、ナカシマメディカル株式会社を設立。
- 2011年（平成23年）- シンガポールに販社NAKASHIMA ASIA PACIFIC PTE.LTD. を設立。
- 2012年（平成24年） - ミカドジャパン株式会社がナカシマミツワプロペラ株式会社に社名変更。MIKADO PHILIPPINES CORPORATION が NAKASHIMA PHILIPPINES CORPORATION に社名変更。
- 2015年（平成27年）
  - ナカシマメディカルが帝人ナカシマメディカル株式会社に社名変更。
  - 中島基善社長が渋沢栄一賞を受賞。
- 2016年（平成28年）- 上海にサービス拠点 NAKASHIMA PROPELLER MARINE ENGINEERING（SHANGHAI）CO., LTD.を設立。
- 2017年（平成29年）- NAKASHIMA ASIA PACIFIC PTE. LTD.がメントレードグループの舶用推進器事業を買収。

## 関係会社
- ナカシマホールディングス株式会社 - 持ち株会社。2008年以前のナカシマプロペラを継承
- Nakashima Vietnam Co., Ltd. - ベトナム現地法人／各種船舶用プロペラの製造
- Nakashima Philippines Corporation - フィリピン現地法人／各種船舶用プロペラの製造
- Nakashima Asia Pacific Pte.Ltd. - シンガポールに構えた東南アジア地域の活動拠点／各種船舶用プロペラの製造
- 帝人ナカシマメディカル株式会社 - 整形外科分野向け医療機器の開発、製造（帝人との合弁）
- 株式会社システムズナカシマ - システム事業部から分社
- ナカシマエンジニアリング株式会社 - 機器設計部門から分社
- 株式会社ナック - 株式会社内田洋行と共同出資の事務用機器の販売会社
- Nakashima Propeller Marine Engineering（Shanghai）Co., Ltd. - 船舶用プロペラ・サイドスラスタ等の据付・調整・修理・定期メンテナンス